# Six Feet Under
Six Feet Under (literalment en català "A sis peus sota terra") és una sèrie de televisió estatunidenca sobre una família que regenta una empresa funerària. La sèrie completa consta de 63 episodis d'uns 55 minuts cada un, agrupats en cinc temporades. Va ser creada per Alan Ball i emesa originalment entre el 3 de juliol de 2001 i el 21 d'agost de 2005 a la cadena HBO. La revista Cinemanía la va nomenar la número 3 en la seva llista de les 50 millors sèries de televisió del Segle XXI.

## Guió
És la vida quotidiana de la família Fisher, que té una empresa de funerals a Los Angeles, Fisher & Sons i posteriorment Fisher & Díaz, després de l'associació amb Federico Díaz, un altre empleat de la companyia a la tercera temporada. La sèrie aborda, sense morbo, amb simplicitat i amb molt d'humor negre, la recerca interior del "jo veritable" dels personatges. Al llarg de la sèrie cada un anirà buscant i trobant el seu lloc en el món.
La seva peculiar estructura narrativa es caracteritza per la mort d'un personatge al començament de cada episodi, durant el funeral al domicili dels protagonistes es desenvolupa la trama principal, amb la qual el difunt tindrà més o menys relació. Excepcionalment alguns capítols no segueixen aquesta estructura.
La sèrie se serveix de diversos recursos com ara els flashbacks, els somnis, les fantasies, la qual cosa aporta un toc surrealista que, això no obstant, no desentona amb la dinàmica general de la sèrie, la qual combina perfectament moments d'hilarant comèdia amb escenes d'un profund dramatisme. Com en moltes sèries, l'aparició especial d'estrelles de la televisió no trenca però amb el realisme de la història.

## Tema
La sèrie s'enfoca en la mortalitat humana, i en les vides d'aquelles persones que han de lluitar amb ella diàriament. Discutint el concepte de la sèrie, Alan Ball es fa les preguntes més importants que l'episodi pilot planteja:
Qui són aquestes persones ... aquests directors de cases funeràries que contractem perquè s'enfrontin a la mort per nosaltres? Com això afecta les seves vides - el créixer en una llar on hi ha cadàvers al soterrani, l'ésser un nen i anar al costat del teu pare que està treballant per un cos obert sobre d'una taula? Com et afectaria això a tu?
Six Feet Under presenta la família Fisher com una base sobre la qual explorar aquestes preguntes. A través dels seus 63 episodis en 5 temporades, els personatges principals experimenten crisi que estan en directa relació amb l'ambient i el dolor que experimenten. Alan Ball reflexiona sobre aquestes experiències i l'elecció del nom de la sèrie:
"A dos metres sota terra" es refereix no només a ser enterrat com un cadàver, sinó a aquelles emocions i sentiments que es mouen sota la superfície. Quan un es troba envoltat de mort existeix la necessitat de tenir experiències d'una certa intensitat que serveixin de contrapès ... una necessitat d'escapar. És el cas de Nate sent faldiller, és el cas de la Claire i la seva experimentació sexual, és Brenda i la seva compulsió sexual, és David i la seva homosexualitat, és Ruth tenint diverses relacions - és la vida que tracta d'obrir-se pas a través de tot aquest patiment, dolor i depressió per seguir endavant.

## Temporades
Desenvolupament dels episodis en cada temporada. Es mostra l'any de producció de cada episodi (no confondre amb l'any d'emissió).
- Temporada 1: 2000 (pilot), 2001 (13 episodis)
- Temporada 2: 2001 (8 episodis), 2002 (13 episodis)
- Temporada 3: 2002 (1 episodi), 2003 (13 episodis)
- Temporada 4: 2003 (4 episodis), 2004 (12 episodis)
- Temporada 5: 2004 (2 episodis), 2005 (12 episodis)